# Badger Badger Badger
Badger Badger Badger, The Badger Song o Badgers (in italiano, rispettivamente, Tasso Tasso Tasso, La canzone del tasso o Tassi) è un'animazione flash ideata da Jonti Picking.

## Descrizione
Il cartone, uscito il 2 settembre 2003, vede protagonisti una serie di tassi che praticano la callistenia sulle note di una musica elettronica e di una voce che ripete ossessivamente la parola badger, interrompendosi ciclicamente per dire mushroom (ed in quel mentre appare un'amanita muscaria) e a snake (ed appare un serpente nel deserto). Il video e la musica si ripetono in loop.
Il successo fu tale da rendere Badger Badger Badger un vero fenomeno di Internet, tale da portare il suo autore all'attenzione di MTV Europe, che gli commissionò il cartone animato Weebl and Bob. E sempre grazie al successo del video, il sito di Picking Weebl's Stuff, dove vengono pubblicate le sue animazioni, si è aggiudicato il titolo di miglior sito del 2004 per i frequentatori della versione britannica del sito Yahoo!.
Secondo PC World, Badger Badger Badger è stato uno dei cinque migliori fenomeni di Internet di tutti i tempi.
Numerosi sono stati i seguiti e le citazioni del video originario: una versione di Halloween fu pubblicata da Picking già nel 2003, ma esistono anche – tra le altre versioni ufficiali – una versione natalizia, una che ha per protagonisti i pupazzi ispirati dal successo, una calcistica.
I tassi hanno fatto la loro comparsa anche in parodie di trailer di film come Snakes on a Plane o Transformers.
Il meme si è poi diffuso, generando altre imitazioni e citazioni: tra queste, Harry Potter e un trailer de Le due torri.

## Il brano
Nel 2013, è stato pubblicato un mash-up del refrain e di Flash dei Queen, realizzato da Jonti Picking e Brian May: Save The Badger Badger Badger. Il brano è entrato nella Top40 di iTunes nel Regno Unito.